# Football aux Jeux de la Francophonie de 2017
 (avril 2025).
Navigation
Édition précédente Édition suivante
Le Football aux Jeux de la Francophonie 2017 est le tournoi de football se déroulant à Abidjan lors des Jeux de la Francophonie 2017 et ouvert aux équipes nationales des moins de vingt ans.
L’organisation de la compétition de football a été considérée comme un fiasco par certains pays participants. Le tournoi était censé suivre les règles de la FIFA en matière de bris d'égalité. Cependant, le comité organisateur a décidé de modifier les règles au beau milieu de la compétition en faveur de la Côte d'Ivoire, éliminant ainsi la Guinée de la phase de groupes. En raison de ces changements, D.R. Le Congo s'est également qualifié pour les demi-finales au lieu du Québec. Toujours en demi-finale, la délégation malienne a protesté contre l'appel de l'arbitre, qui réclamait une pénalité frivole qui a remporté le match pour son hôte, la Côte d'Ivoire.

## Équipes qualifiées
Quinze équipes participent à la compétition :
- Burkina Faso
- Congo
- Côte d'Ivoire
- Cameroun
- RD Congo
- Canada
- France
- Guinée
- Haïti
- Liban
- Maroc
- Mali
- Maurice
- Niger
- Sénégal
- Gabon (forfait)

### Tirage au sort
Le tirage au sort a été effectué le 23 février 2017.
Avant cela, les équipes sont réparties en quatre poules.
| Poule 1 | - Côte d'Ivoire - Maroc - Congo - France | Poule 2 | - Sénégal - Canada - Cameroun - Burkina Faso |
| Poule 3 | - Liban - Mali - Maurice - RD Congo      | Poule 4 | - Haïti - Guinée - Niger - Gabon             |

## Déroulement du tournoi

### Premier tour

#### Groupe A
| Rang | Équipe        | Pts | J | G | N | P | Bp | Bc | Diff |
| ---- | ------------- | --- | - | - | - | - | -- | -- | ---- |
| 1    | Côte d'Ivoire | 6   | 3 | 2 | 0 | 1 | 5  | 3  | +2   |
| 2    | Guinée        | 6   | 3 | 2 | 0 | 1 | 6  | 5  | +1   |
| 3    | Burkina Faso  | 4   | 3 | 1 | 1 | 1 | 3  | 3  | 0    |
| 4    | Liban         | 1   | 3 | 0 | 1 | 2 | 2  | 5  | -3   |

     Équipe qualifiée ou victorieuse ; Pts = points ; J = joués ; G = gagnés ; N = nuls ; P = perdus ;

Bp = buts pour ; Bc = buts contre ; Diff = différence de buts
| Vendredi 21 juillet | Guinée | 3 – 2 | Côte d'Ivoire |  |
| 9:00                |        |       |               |  |

| Vendredi 21 juillet | Burkina Faso | 1 – 1 | Liban |  |
| 9:00                |              |       |       |  |

| Dimanche 23 juillet | Côte d'Ivoire | 1 – 0 | Burkina Faso |  |
| 17:00               |               |       |              |  |

| Dimanche 23 juillet | Liban | 1 – 2 | Guinée |  |
| 17:00               |       |       |        |  |

| Mardi 25 juillet | Côte d'Ivoire | 2 – 0 | Liban |  |
| 14:00            |               |       |       |  |

| Mardi 25 juillet | Burkina Faso | 2 – 1 | Guinée |  |
| 14:00            |              |       |        |  |

#### Groupe B
| Rang | Équipe   | Pts | J | G | N | P | Bp | Bc | Diff |
| ---- | -------- | --- | - | - | - | - | -- | -- | ---- |
| 1    | Mali     | 5   | 3 | 1 | 2 | 0 | 3  | 0  | +3   |
| 2    | Cameroun | 5   | 3 | 1 | 2 | 0 | 2  | 0  | +2   |
| 3    | Congo    | 4   | 3 | 1 | 1 | 1 | 4  | 3  | +1   |
| 4    | Niger    | 1   | 3 | 0 | 1 | 2 | 1  | 7  | -6   |

     Équipe qualifiée ou victorieuse ; Pts = points ; J = joués ; G = gagnés ; N = nuls ; P = perdus ;

Bp = buts pour ; Bc = buts contre ; Diff = différence de buts
| Vendredi 21 juillet | Niger                 | 1 – 4 | Congo                                                           | Stade Robert Champroux, Abidjan |                          |
| 13:00               | Hainikoye Soumana 38e |       | 30e Massala Maleke · 34e Nguessi Ondama · 43e Nkaya · ? Inconnu | Arbitrage : Kouassi Biro        | Arbitrage : Kouassi Biro |

| Vendredi 21 juillet | Cameroun | 0 – 0 | Mali | Parc des Sports de Treichville, Abidjan |                           |
| 13:00               |          |       |      | Arbitrage : Jean Ouatarra               | Arbitrage : Jean Ouatarra |

| Dimanche 23 juillet | Congo | 0 – 2 | Cameroun                      | Stade Robert Champroux, Abidjan |                          |
| 14:00               |       |       | 11e Nguidjol · 90+2e Mountala | Arbitrage : Roland Danon        | Arbitrage : Roland Danon |

| Dimanche 23 juillet | Mali                                     | 3 – 0 | Niger | Parc des Sports de Treichville, Abidjan |                                    |
| 14:00               | D. Traoré 44e · M. Traoré 47e · Kane 80e |       |       | Arbitrage : Yannick Kabanga Malala      | Arbitrage : Yannick Kabanga Malala |

| Mardi 25 juillet | Congo | 0 – 0 | Mali | Stade Robert Champroux, Abidjan |                          |
| 17:00            |       |       |      | Arbitrage : Kokouo Ntale        | Arbitrage : Kokouo Ntale |

| Mardi 25 juillet | Cameroun | 0 – 0 | Niger | Parc des Sports de Treichville, Abidjan |                           |
| 17:00            |          |       |       | Arbitrage : Samir Guezzaz               | Arbitrage : Samir Guezzaz |

#### Groupe C
| Rang | Équipe  | Pts | J | G | N | P | Bp | Bc | Diff |
| ---- | ------- | --- | - | - | - | - | -- | -- | ---- |
| 1    | Maroc   | 7   | 3 | 2 | 1 | 0 | 11 | 0  | +11  |
| 2    | Sénégal | 7   | 3 | 2 | 1 | 0 | 8  | 1  | +7   |
| 3    | Maurice | 3   | 3 | 1 | 0 | 2 | 4  | 13 | -9   |
| 4    | Gabon   | 0   | 3 | 0 | 0 | 3 | 0  | 9  | -9   |

     Équipe qualifiée ou victorieuse ; Pts = points ; J = joués ; G = gagnés ; N = nuls ; P = perdus ;

Bp = buts pour ; Bc = buts contre ; Diff = différence de buts
| Samedi 22 juillet | Gabon              | 0 – 3 | Maroc | Stade Robert Champroux, Abidjan |
| 14:00             |                    |       |       |                                 |
|                   | (Forfait du Gabon) |       |       |                                 |

| Samedi 22 juillet | Sénégal                                        | 5 – 1 | Maurice       | Parc des Sports de Treichville, Abidjan |                          |
| 14:00             | Niang 19e 65e · Ba 47e · Djitte 51e · Diop 73e |       | 54e Jolicoeur | Arbitrage : Daouda Gomno                | Arbitrage : Daouda Gomno |

| Lundi 24 juillet | Maroc | 0 – 0 | Sénégal | Stade Robert Champroux, Abidjan |                           |
| 17:00            |       |       |         | Arbitrage : Fitial Kokolo       | Arbitrage : Fitial Kokolo |

| Lundi 24 juillet | Maurice            | 3 – 0 | Gabon | Parc des Sports de Treichville, Abidjan |
| 17:00            |                    |       |       |                                         |
|                  | (Forfait du Gabon) |       |       |                                         |

| Mercredi 26 juillet | Maroc                                                                        | 8 – 0 | Maurice | Stade Robert Champroux, Abidjan |  |
| 14:00               | Kiyine 4e 55e · Nassik 39e 58e · Boutouil 65e · Azoud 81e · Hannouri 87e 89e |       |         |                                 |  |

| Mercredi 26 juillet | Sénégal            | 3 – 0 | Gabon | Stade Robert Champroux, Abidjan |
| 14:00               |                    |       |       |                                 |
|                     | (Forfait du Gabon) |       |       |                                 |

#### Groupe D
| Rang | Équipe   | Pts | J | G | N | P | Bp | Bc | Diff |
| ---- | -------- | --- | - | - | - | - | -- | -- | ---- |
| 1    | RD Congo | 6   | 3 | 2 | 0 | 1 | 3  | 2  | +1   |
| 2    | Canada   | 6   | 3 | 2 | 0 | 1 | 3  | 4  | -1   |
| 3    | France   | 4   | 3 | 1 | 1 | 1 | 5  | 3  | +2   |
| 4    | Haïti    | 1   | 3 | 0 | 1 | 2 | 2  | 4  | -2   |

     Équipe qualifiée ou victorieuse ; Pts = points ; J = joués ; G = gagnés ; N = nuls ; P = perdus ;

Bp = buts pour ; Bc = buts contre ; Diff = différence de buts
| Samedi 22 juillet | Haïti         | 1 – 1 | France       | Stade Robert Champroux, Abidjan |                          |
| 17:00             | Guillaume 82e |       | 80e Mroivili | Arbitrage : Salamel Hadi        | Arbitrage : Salamel Hadi |

| Samedi 22 juillet | Canada                   | 1 – 0 | RD Congo | Parc des Sports de Treichville, Abidjan |                           |
| 17:00             | Wiethaeuper-Balbinot 36e |       |          | Arbitrage : Gaoussou Kané               | Arbitrage : Gaoussou Kané |

| Lundi 24 juillet | France                         | 3 – 0 | Canada | Stade Robert Champroux, Abidjan |                     |
| 14:00            | Karraoui 31e 63e · Mehadji 33e |       |        | Arbitrage : Issa Sy             | Arbitrage : Issa Sy |

| Lundi 24 juillet | RD Congo     | 1 – 0 | Haïti | Parc des Sports de Treichville, Abidjan |                               |
| 14:00            | Nzembele 83e |       |       | Arbitrage : Oussoumane Camara           | Arbitrage : Oussoumane Camara |

| Mercredi 26 juillet | France    | 1 – 2 | RD Congo                             | Stade Robert Champroux, Abidjan |                          |
| 17:00               | Nkada 85e |       | 54e Zola Kiako · 87e Nsumbuka Lusuki | Arbitrage : Kouassi Biro        | Arbitrage : Kouassi Biro |

| Mercredi 26 juillet | Canada       | 2 – 1 | Haïti     | Parc des Sports de Treichville, Abidjan |                           |
| 17:00               | Bobe 58e 91e |       | 53e Jeudy | Arbitrage : Fitial Kokolo               | Arbitrage : Fitial Kokolo |

### Tableau final
Dans le tableau suivant, une victoire après prolongation est indiquée par (a.p.) et une séance de tirs au but par (t.a.b.).
|  | Demi-finales            | Demi-finales            |                        |       | Finale                  | Finale                  |
|  | Demi-finales            | Demi-finales            |                        |       | Finale                  | Finale                  |
|  |                         |                         |                        |       |                         |                         |
|  | 28 Juillet 2017 - 10h00 | 28 Juillet 2017 - 10h00 |                        |       | 30 juillet 2017 - 15h00 | 30 juillet 2017 - 15h00 |
|  | 28 Juillet 2017 - 10h00 | 28 Juillet 2017 - 10h00 |                        |       | 30 juillet 2017 - 15h00 | 30 juillet 2017 - 15h00 |
|  | Côte d'Ivoire           | 2                       |                        |       | 30 juillet 2017 - 15h00 | 30 juillet 2017 - 15h00 |
|  | Côte d'Ivoire           | 2                       |                        |       | 30 juillet 2017 - 15h00 | 30 juillet 2017 - 15h00 |
|  | Mali                    | 1                       |                        |       | 30 juillet 2017 - 15h00 | 30 juillet 2017 - 15h00 |
|  | Mali                    | 1                       | Côte d'Ivoire          | 1 (6) |                         |                         |
|  | 28 juillet 2017 - 15h00 |                         | Côte d'Ivoire          | 1 (6) |                         |                         |
|  |                         | Maroc                   | 1 (7)                  |       |                         |                         |
|  | Maroc                   | Maroc                   | 1 (7)                  | 1     |                         |                         |
|  | Maroc                   |                         |                        | 1     |                         |                         |
|  | RD Congo                | 0                       |                        |       |                         |                         |
|  | RD Congo                | 0                       | Match pour la 3e place |       |                         |                         |
|  |                         |                         |                        |       |                         |                         |
|  | 30 juillet 2017 - 10h00 |                         |                        |       |                         |                         |
|  |                         |                         |                        |       |                         |                         |
|  | Mali                    | 2                       |                        |       |                         |                         |
|  | Mali                    | 2                       |                        |       |                         |                         |
|  | RD Congo                | 1                       |                        |       |                         |                         |
|  | RD Congo                | 1                       |                        |       |                         |                         |

#### Demi-finales
| 28 juillet 2017 | Côte d'Ivoire        | 2 – 1 | Mali         | Stade Félix-Houphouët-Boigny, Abidjan |                          |
| 10:00           | Diaby 18e · Loba 79e | (1-1) | 45+6e Camara | Arbitrage : Daouda Gomno              | Arbitrage : Daouda Gomno |

| 28 juillet 2017 | Maroc        | 1 – 0 | RD Congo | Stade Félix-Houphouët-Boigny, Abidjan |                          |
| 15:00           | Hannouri 84e | (0-0) |          | Arbitrage : Kokouo Ntale              | Arbitrage : Kokouo Ntale |

#### Match pour la troisième place
| 30 juillet 2017 | Mali                   | 2 - 1 | RD Congo    | Stade Félix-Houphouët-Boigny, Abidjan |                          |
| 10:00           | Touré 9e · N'Diaye 91e | (1-1) | 37e Balongo | Arbitrage : Salamel Hadi              | Arbitrage : Salamel Hadi |

#### Finale
| 30 juillet 2017 | Côte d'Ivoire     | 1 - 1   | Maroc     | Stade Félix-Houphouët-Boigny, Abidjan |                     |
| 15:00           | Kassi 64e         | (0 - 1) | 8e Kiyine | Arbitrage : Issa Sy                   | Arbitrage : Issa Sy |
| 15:00           | Tirs au but 6 - 7 |         |           | Arbitrage : Issa Sy                   | Arbitrage : Issa Sy |